# Колесников, Григорий Георгиевич
Григорий Георгиевич Колесников (1882—1919) — русский офицер, полковник, участник Первой мировой войны.

## Биография
Родился 5 января 1882 года, происходил из терских казаков. Образование получил во Владикавказском реальном училище, по окончании которого 24 сентября 1902 года вступил на военную службу в Терское казачье войско.
В 1904 году выдержал экзамен при Николаевском кавалерийском училище на офицерский чин и 6 сентября 1904 года из урядников 1-го Кизляро-Гребенского полка Терского казачьего войска был произведён в хорунжие. 10 августа 1907 года получил чин сотника.
В 1909 году Колесников успешно сдал вступительные экзамены в Николаевскую академию Генерального штаба, которую окончил в 1911 году по 1-му разряду, 7 мая того же года за успехи в науках был произведён в штабс-капитаны. По окончании академии Колесников вернулся в свой полк, где в 28 октября 1911 года по 21 ноября 1913 года отбывал цензовое командование сотней. 26 ноября 1913 года назначен помощником старшего адъютанта Иркутского военного округа и 6 декабря того же года произведён в капитаны.
После начала Первой мировой войны, в конце сентября 1914 года Колесников был назначен исправляющим должность начальника штаба 3-й Финляндской стрелковой бригады и в октябре принимал участие в боях в Августовских лесах. В декабре он сдал свою должность и некоторое время состоял в резерве чинов. В апреле 1915 года он был назначен старшим адъютантом управления 1-й отдельной кавалерийской бригады.
Высочайшим приказом от 26 апреля 1915 года Колесников был награждён орденом св. Георгия 4-й степени
За то, что в боях 12—21 окт. 1914 г. у Бакаларжево на позициях дд. Липово—Рабалины, временно исполняя обязанности начальника штаба 3-й Финляндской стрелковой бригады, на основании разведок, сопряжённых с личной для него опасностью, собрал важные сведения о противнике, на основании которых составил план обороны позиций бригады, который вполне соответствовал задаче, возложенной на бригаду и во всё время боёв являлся главным сотрудником начальн. бригады, результатом чего явилось полное поражение противника.
10 апреля 1916 года Колесников был произведён в подполковники с 5 декабря 1916 года занимал должность начальника штаба 2-й Сибирской стрелковой дивизии. 16 марта 1917 года назначен исправляющим дела начальника штаба 1-й Терской казачьей дивизии и 15 августа произведён в полковники.
После Октябрьской революции примкнул к белому движению, состоял в Добровольческой армии и Вооружённых силах Юга России, командовал 2-м Терским конным полком. Погиб в 1919 году под Корочей (недалеко от Белгорода) во время конной атаки полка на позиции Красной армии.

## Награды
Среди прочих наград Колесников имел ордена:
- Орден Святого Станислава 3-й степени (6 декабря 1914 года)
- Орден Святого Георгия 4-й степени (26 апреля 1915 года)